# Dos sonats i un difunt
Dos sonats i un difunt (títol original: Men at Work) és una pel·lícula estatunidenca de 1990. És una comèdia d'acció escrita, dirigida i protagonitzada per Emilio Estevez i el seu germà Charlie Sheen. Ha estat doblada al català.

## Argument
Carl Taylor (Charlie Sheen) i James St. James (Emilio Estévez) són un parell de revoltosos escombriaires que somien amb muntar una tenda de surf. Descobreixen una operació il·legal d'abocament de deixalles tòxiques a la seva ciutat, Les Platges. La pel·lícula comença amb tots dos recollint escombraries com ho fan normalment, llançant pots d'escombraries al carrer i fent soroll; molestant als veïns. Un parell de policies locals els molesten amb freqüència, però Carl i James sembla que s'han acostumat a aquest tracte.
Després del treball, espien a una dona que viu davant amb un telescopi, però descobreixen que està sent maltractada per un home que està amb ella. Decidits a fer allò que és correcte, s'amaguen i riuen. Poc després, l'home - un polític local, candidat a l'alcaldia, anomenat Jack Berger - és escanyat i el troben l'endemà Carl i James en un cridaner bocoi groc. Decideixen desfer-se del cos; cosa que els podria implicar, ja que li havien disparat abans i els policies no creurien la seva versió.

## Repartiment
- Charlie Sheen: Carl Taylor
- Emilio Estévez: James St. James
- Keith David: Louis Fedders
- Leslie Hope: Susan Wilkins
- Dean Cameron: Repartidor de pizza
- John Getz: Maxwell Potterdam III
- Hawk Wolinski: Biff
- John Lavachielli: Mario
- Geoffrey Blake: Frost
- Cameron Dye: Luzinski
- John Putch: Mike
- Tommy Hinkley: Jake
- Darrell Larson: Jack Berger
- Sy Richardson: Walt Richarson
- Troy Evans: Capità Dalton
- Jim "Poorman" Trenton: Narrador

## Producció
El guió original va ser titulat Clear Intent i pensat per iniciar un altre Packer Brat al costat d'Estévez. La majoria de la pel·lícula va ser rodada en Rodó Beach i Bella Beach, a Califòrnia.

## Rebuda
La pel·lícula no va ser ben rebuda per la crítica, obtenint una qualificació de només el 35% en Rotten Tomatoes. Tenint en compte que el seu pressupost de producció era reduït, a la pel·lícula li va anar bé als cinemes, recaptant 16.247.964 dòlars, 3.184.311 d'ells en la primera setmana.

## Música
Men at Work (Rhino/Wea, 18 de juliol de 1990)
1. "Wear You to the Ball" - UB40
2. "Super Cool" - Sly & Robbie
3. "Big Pink House" - Tyrants in Therapy
4. "Feeling Good" - Pressure Drop
5. "Back to Back" - Blood Brothers
6. "Take Heed" - Black Uhuru
7. "Here and Beyond" - Sly & Robbie
8. "Truthful" - Blood Brothers
9. "Reggae Ambassador" - Third World
10. "Give a Little Love" - Ziggy Marley & the Melody Makers
11. "Platges Dawn" - Stewart Copeland
12. "Pink Panther No. 23" - Stewart Copeland